# 食時五觀
食時五觀指的是在東亞佛教的禪宗在用餐之前所要做的觀察、思惟。又稱之為：食存五觀、五觀文、食事五觀文、食事訓……等。原文出自唐朝道宣大師的四分律行事鈔。
此五觀為：
- 計功多少，量彼來處：反省自己做了多少功德，做了多少事；也想想這些食物的得來不易。
- 忖己德行，全缺應供：反省自己的所作所為，是否可以承受這些供食。
- 防心離過，貪等為宗：要防止心念起三種過失：對上等食不因其美味起貪著心；對中等食不起痴心；對下等食不因不好吃而起嗔恨心。食物皆是眾緣和合而成，故不應過度執著。
- 正事良藥，為療形枯：應將食物視為滋養四大假合肉身之藥，不起貪著之心。
- 為成道業，應受此食：為了滋身修行，成就道業，所以食此食，藉假修真。[3]